# Speak Now
Speak Now to trzeci studyjny album amerykańskiej piosenkarki country Taylor Swift. Został wydany 25 października 2010 nakładem wytwórni Big Machine Records. Album był nagrywany w kilku studiach muzycznych we współpracy z producentem Nathanem Chapmanem. Tekst do każdego utworu na tej płycie napisała samodzielnie Taylor. Speak Now rozszerza osiągnięcia Taylor w dziedzinie muzyki country zawarte na poprzednich albumach. Teksty dotykają tematów miłości, romantyki, oraz załamań z nią związanych.
Od czasu wydania Speak Now uzyskał pozytywne opinie krytyków i zadebiutował na miejscu 1. amerykańskiej listy Billboard 200, osiągając w pierwszym tygodniu liczbę ponad 1 047 000 sprzedanych kopii. Wszystkich 14 piosenek z albumu pojawiło się na amerykańskiej liście Billboard Hot 100 wraz z singlem „Mine” promującym wydawnictwo, który osiągnął najwyższą, trzecią pozycję.

## Geneza tytułu
Speak Now (ang. przemów teraz, niech przemówi teraz).

'Niech przemówi teraz lub zamilknie na wieki' to zdanie, które wypowiadają pastorzy z całego świata na ślubie, tuż przed wypowiedzeniem słów przysięgi. To ostatnia szansa na protest, chwila, w której przyspiesza bicie serc i chwila, którą zawsze dziwnie się fascynowałam. Dużo fantazjowałam o wtargnięciu do kościoła, powiedzeniu tego, co trzymałam w sobie przez tyle lat tak jak w filmach. W prawdziwym życiu rzadko się to zdarza.
Prawdziwe życie to zabawna rzecz, wiesz? W prawdziwym życiu wypowiedzenie odpowiednich słów w odpowiednim momencie jest przełomową rzeczą. Tak przełomową, że większość z nas zaczyna się wahać ze strachu przed wypowiedzeniem złych słów o złej porze. Ale ostatnio bardziej zaczęłam się bać tego, że pozwolę chwilom odejść nie mówiąc nic.
Myślę, że większość z nas pod koniec życia spojrzy na nie i pożałuje, że w niektórych chwilach nie przemówiliśmy. Kiedy nie powiedzieliśmy 'kocham cię.' Kiedy powinniśmy byli powiedzieć 'przepraszam.' Kiedy nie broniliśmy siebie albo kogoś, kto potrzebował pomocy.
Te piosenki stworzone są ze słów, których nie wypowiedziałam kiedy odpowiednia chwila była tuż przede mną. Te piosenki to otwarte listy. Każdy napisany jest z myślą o specyficznej osobie i mówi im to, co chciałam powiedzieć im osobiście. Dla pięknego chłopca, którego serce złamałam w grudniu. Do mojej pierwszej miłości, o której nigdy nie pomyślałabym, że zakończy się pierwszym złamaniem serca. Do mojego zespołu. Do złego człowieka, którego kiedyś się bałam. Do kogoś, kto na chwilę sprawił, że w moim świecie zapanowała ciemność. Do dziewczyny, która ukradła coś mojego. Do kogoś, komu wybaczam za to, co powiedział przed całym światem.

## Lista utworów
Lista utworów została potwierdzona przez Taylor na jej oficjalnej stronie internetowej 22 września 2010.
Wszystkie utwory zostały napisane i skomponowane przez Swift.
1. „Mine” – 3:50
2. „Sparks Fly” – 4:20
3. „Back to December” – 4:53
4. „Speak Now” – 4:00
5. „Dear John” – 6:43
6. „Mean” – 3:57
7. „The Story of Us” – 4:25
8. „Never Grow Up” – 4:50
9. „Enchanted” – 5:52
10. „Better Than Revenge” – 3:37
11. „Innocent” – 5:02
12. „Haunted” – 4:02
13. „Last Kiss” – 6:07
14. „Long Live” – 5:17

Dodatkowa zawartość wersji deluxe:
1. Ours
2. If This Was A Movie
3. Superman
4. Back To December (Acoustic)
5. Haunted (Acoustic)
6. Mine (US Version)
7. Back To December (US Version)
8. The Story Of Us (US Version)
9. Behind The Scenes Of The Mine Music Video (30 Minute Film)
10. Mine (Music Video)

## Certyfikaty i sprzedaż
| Kraj                         | Certyfikat         | Sprzedaż   |
| ---------------------------- | ------------------ | ---------- |
| Australia (ARIA)             | 2x platynowa płyta | 140 000+   |
| Brazylia (Pro-Música Brasil) | złota płyta        | 20 000+    |
| Filipiny (PARI)              | platynowa płyta    | 15 000+    |
| Hong Kong (IFPI Hong Kong)   | złota płyta        | 7 500+     |
| Irlandia (IRMA)              | złota płyta        | 7 500+     |
| Kanada (MC)                  | 3x platynowa płyta | 240 000+   |
| Niemcy (BVMI)                | złota płyta        | 100 000+   |
| Norwegia (IFPI Norge)        | złota płyta        | 15 000+    |
| Nowa Zelandia (RMNZ)         | 3x platynowa płyta | 45 000+    |
| Singapur (RIAS)              | platynowa płyta    | 10 000+    |
| Stany Zjednoczone (RIAA)     | 6x platynowa płyta | 6 000 000+ |
| Wielka Brytania (BPI)        | platynowa płyta    | 300 000+   |